# Col de Pétra Félix
Le col de Pétra Félix est un col routier du massif du Jura situé à une altitude de 1 146 mètres, dans le canton de Vaud en Suisse. Le col relie L'Abbaye dans la vallée de Joux à Vaulion au nord ainsi que Mont-la-Ville à l'est par le col du Mollendruz.

## Géographie
Dans un environnement forestier et dans le périmètre du parc naturel régional Jura vaudois, le col se situe au nord-est du lac de Joux en limite des communes de L'Abbaye (district du Jura-Nord vaudois) à l'est et de Mont-la-Ville (district de Morges) à l'ouest, sur les hauteurs de la vallée de l'Orbe.

## Activités

### Cyclisme
Le col est sur le parcours de la 8e étape du Tour de France 2022, classé en 4e catégorie au Grand prix de la montagne, à 49,4 km de l'arrivée à Lausanne. C'est l'Italien Mattia Cattaneo qui passe en tête.[réf. nécessaire]